# Pedra de Pilatos
A pedra de Pilatos é um bloco danificado (82 cm x 65 cm) de calcário esculpido com uma inscrição parcialmente intacta atribuída a Pôncio Pilatos, prefeito da província romana da Judeia de 26 a 36 d.C. Foi descoberto no sítio arqueológico de Cesareia Marítima em 1961.

## Descoberta
O bloco de calcário foi descoberto em junho de 1961 pela arqueóloga italiana Maria Teresa Fortuna Canivet durante uma campanha liderada pelo Dr. Antonio Frova durante escavações na área de um antigo teatro romano construído por decreto de Herodes, o Grande, por volta de 22 a 10 a.C., junto com toda a cidade de Cesareia Marítima. O artefato é um fragmento da inscrição dedicado a um edifício posterior, provavelmente um templo, que foi construído, possivelmente em homenagem ao imperador Tibério,   datado de 26 a 36 d.C.  A pedra foi reutilizada no século IV como um bloco de construção para um conjunto de escadas pertencentes a uma estrutura erguida atrás do teatro de Herodes, onde os arqueólogos a descobriram, ainda presa à antiga escadaria. 
O artefato é particularmente significativo porque é um achado arqueológico de uma inscrição romana autêntica do século I mencionando o nome "[Pon]tius Pilatus". É contemporâneo à vida de Pilatos e está de acordo com o que se sabe sobre sua carreira relatada.   Na verdade, a inscrição constitui o mais antigo registro sobrevivente e o único contemporâneo de Pilatos, que é conhecido pelo Novo Testamento e textos apócrifos, pelo historiador judeu Josefo, pelo escritor Fílon e por breves referências de historiadores romanos como Tácito.
É provável que Pôncio Pilatos tenha estabelecido sua base em Cesareia Marítima, no local onde a pedra foi descoberta, uma vez que essa cidade havia substituído Jerusalém como capital administrativa e quartel-general militar da província em 6 d.C.  Pilatos provavelmente viajou para Jerusalém, a cidade central da população judaica na província, apenas quando necessário. 
A pedra de Pilatos está atualmente guardada no Museu de Israel em Jerusalém. Réplicas em gesso podem ser encontradas no Museu Arqueológico de Milão, na Itália, e em exposição em Cesareia Marítima.

## Inscrição
No bloco parcialmente danificado há uma dedicação aos deificados Augusto e Lívia (os deuses augustos ou "Divinos Augustos"), padrasto e mãe do imperador Tibério, originalmente colocada dentro de um Tiberieum, provavelmente um templo dedicado a Tibério. Foi considerado autêntico porque foi descoberto na cidade costeira de Cesareia, que era a capital da província da Judeia  durante o tempo em que Pôncio Pilatos era governador romano.
A inscrição parcial diz (letras conjecturais entre parênteses): 
[ DIS AUGUSTI ]S TIBERIÉUM
[ ...PONTI ]US PILATUS
[ ...PRAEF ]ECTUS IUDA[ EA ]E
[ ...FEITO D ]E[ DICAVIT ]
A tradução do latim para o português da inscrição diz:

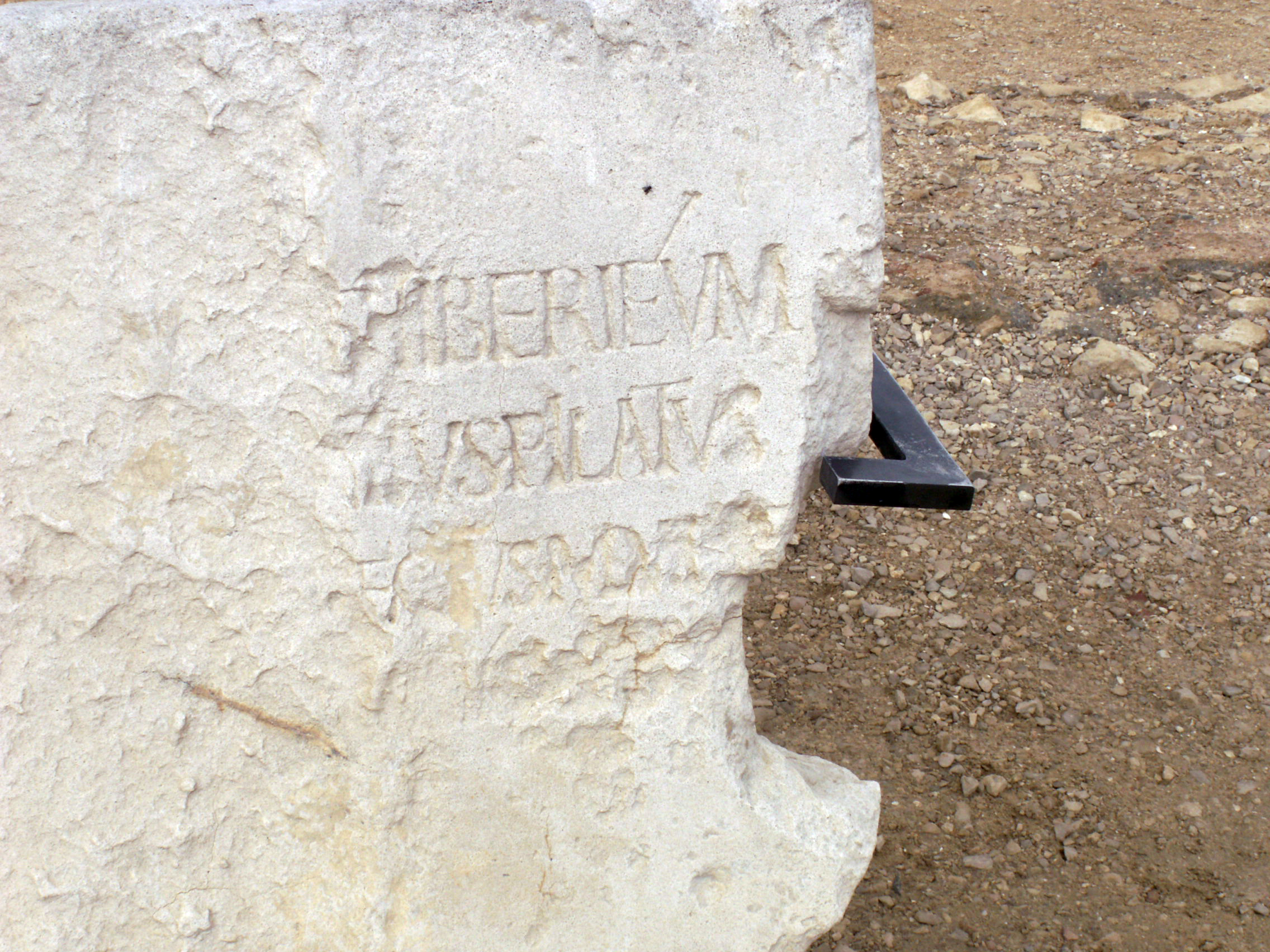
Réplica de fundição em exposição em Cesareia Marítima.

Ao Divino Augusto [este] Tiberieum
...Pôncio Pilatos
...prefeito da Judeia
...dedicou [isto]